# Moef Ga Ga

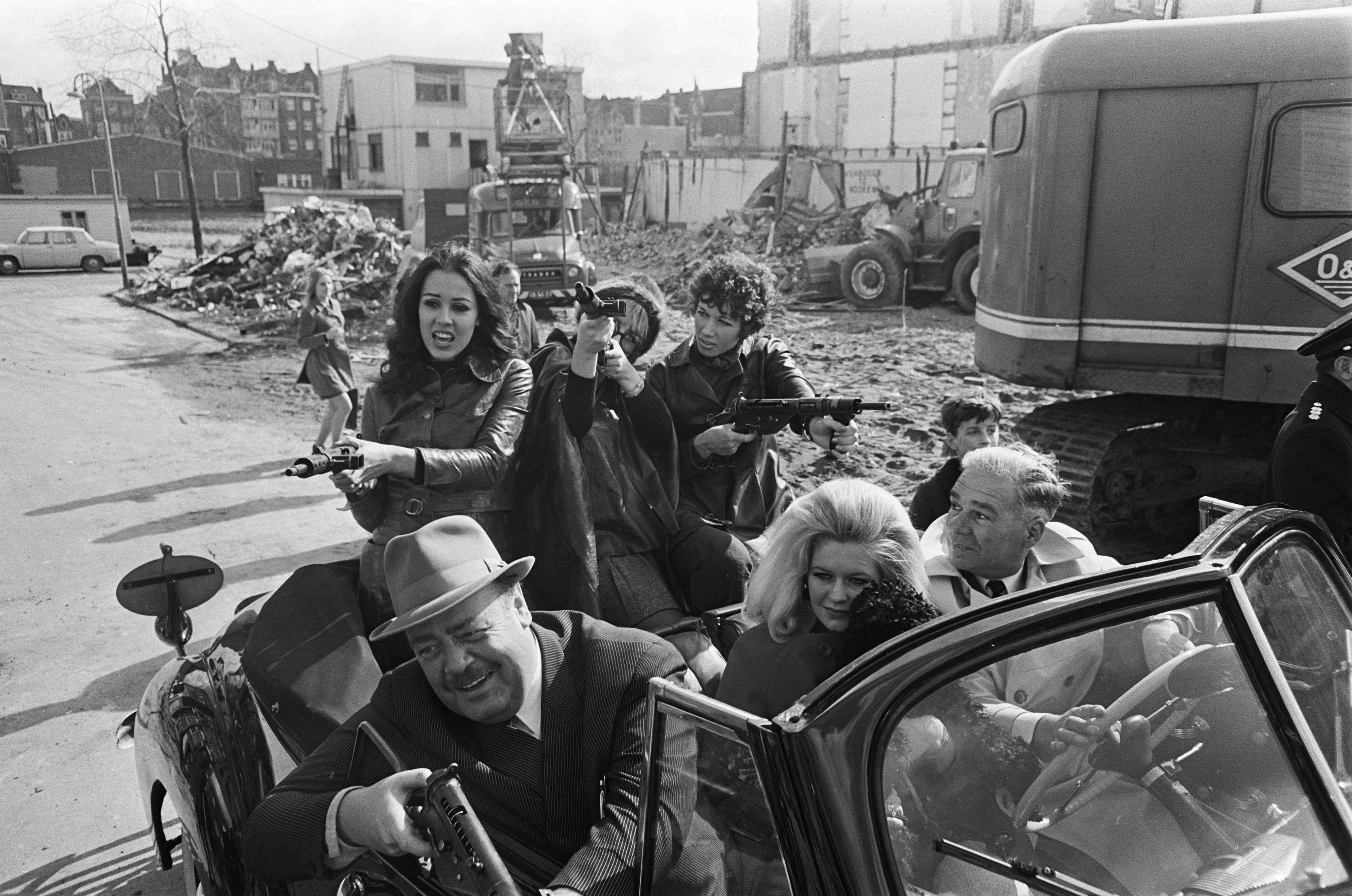
Moef Ga Ga in Kattenburg (1968)

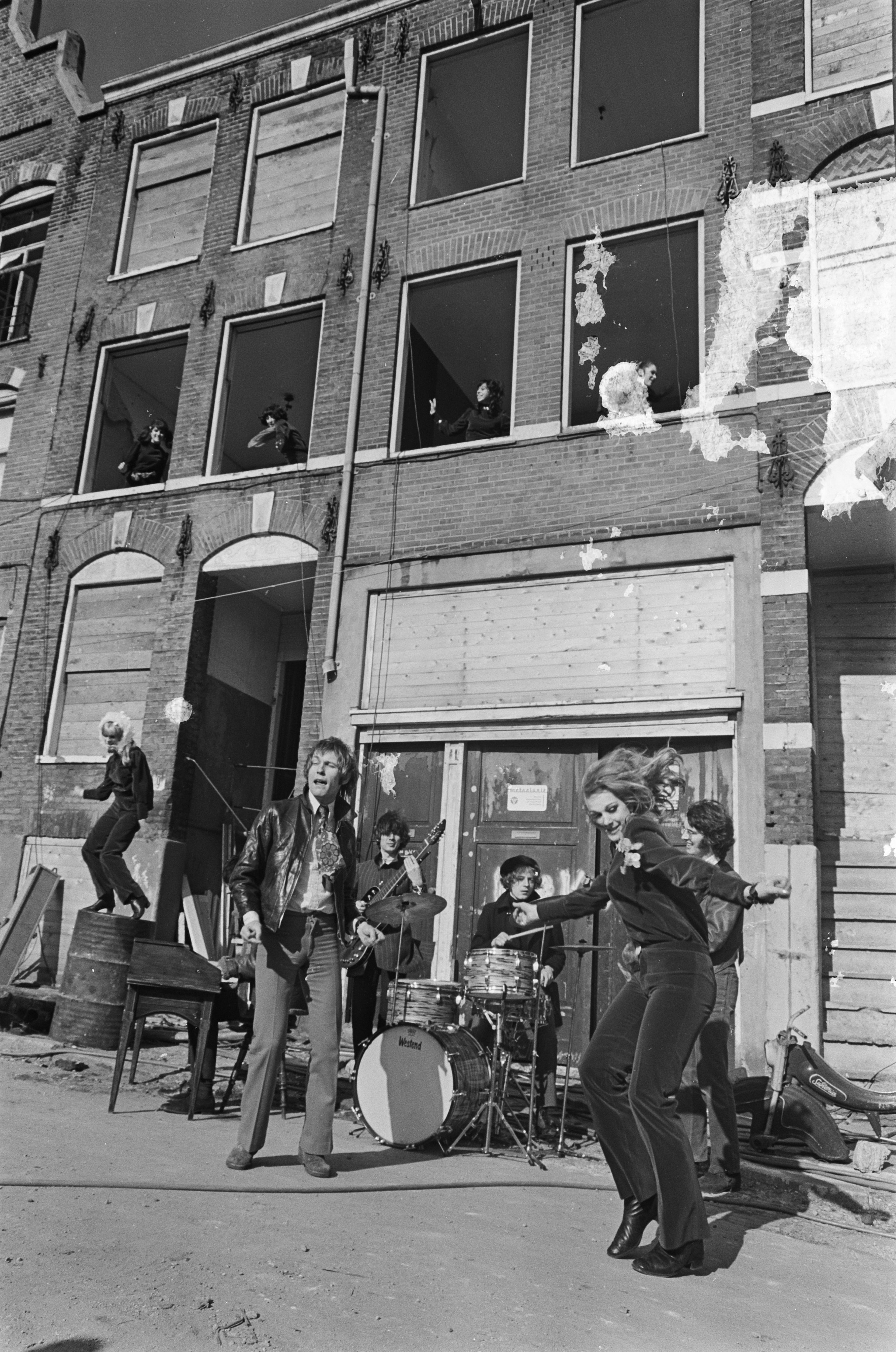
Manfred Mann & The Beatgirls (Kattenburg, 1968) Uiterst links danseres/choreograaf Hannah de Leeuwe

Moef Ga Ga was een Nederlands muziekprogramma voor jongeren dat van 21 oktober 1965 tot en met 1 mei 1968 werd uitgezonden door de AVRO. Moef Ga Ga ontstond nadat programmaleider Ger Lugtenburg een faciliteit moest vullen op de Firatobeurs voor radio, televisie en elektronica. Hij vroeg regisseur Bob Rooyens om daar iets voor te bedenken. Dat werd de voorloper van MOEF GAGA. 
Het programma richtte zich op de popmuziek, destijds een nieuwe ontwikkeling in de amusementsmuziek gericht op de jeugd. Het programma werd enthousiast ontvangen, waarna Ger Lugtenburg aan Rooyens vroeg om er een serie van te maken. 
De eerste serie introduceerde de Beatgirls, een Engelse dansgroep geleid en gechoreografeerd door Gary Cockrell. Een paar jaar eerder had Rooyens al met hem samengewerkt in de experimentele en vernieuwende televisie-reeks Hoofdstuk. De eerste serie van 10 programma's bediende zich voor de presentatie van 'graphics'. Voor de tweede serie werd de populaire dj Joost den Draaier (Willem van Kooten) aangezocht voor de presentatie. Elke aflevering had een ander decor. Dat varieerde van op-art tot een parodie op Batman met een rol voor de acteur Wim Poncia als de Riddler.
De herkenningsmelodie werd gecomponeerd door Ruud Bos op een tekst van Bob Rooyens, en werd uitgevoerd door The Mods uit Nijmegen met als begeleiding het Ruud Bos Orkest en een dameskoor. De kirrende dame is Tineke de Nooy.
Rooyens was een van de eerste makers van Nederlandse videoclips doordat hij popbands voor zijn programma op locatie filmde. Naast Nederlandse traden ook buitenlandse artiesten op. Ook traden artiesten geregeld live op, wat in die tijd nog niet gangbaar was in de meeste andere Nederlandse muziekprogramma's.
Er werd veel geëxperimenteerd in het programma, bijvoorbeeld door het gebruik van de luminanz keyer, de zwart-witversie van de latere chromakey. Maar ook met bewegende decoronderdelen, in- en uitzoomen met de camera, graphics door het beeld en het gebruik van vuurwerk.
Diverse Nederlandse artiesten die later een grote populariteit zouden genieten maakten in Moef Ga Ga hun televisiedebuut, onder meer zanger Armand in maart 1967. The Cats maakten er hun televisiedebuut, met What a crazy life.
Sommige programma's hadden een centraal thema. Één aflevering werd opgenomen op locatie, namelijk in de sloopwijk Kattenburg te Amsterdam. Deze aflevering is bewaard gebleven doordat hij op film is opgenomen in plaats van de gebruikelijke Ampexband. Clips hieruit zijn regelmatig te zien op 192TV. Pistolen Paultje speelde een rolletje in een oude Amerikaanse auto van het merk Packard. De artiesten traden op met als decor de slooppanden van Kattenburg. Presentator Joost den Draaijer hangt uit een van de ramen. Achtereenvolgens zijn te zien:
- Manfred Mann: Mighty Quinn
- Arthur Conley: Sweet Soul Music
- Boudewijn de Groot en Elly Nieman: Prikkebeen
- een ballet op muziek van The Rolling Stones: 2000 Light Years from Home
- The Love Affair: Rainbow Valley
- Egbert Douwe: Kom uit de bedstee mijn liefste
- Manfred Mann: Up The Junction
- Rob de Nijs: Bye Bye Mrs. Turple
- The Love Affair: Everlasting Love (fragment)
- Arthur Conley: Funky Street

De aflevering met als thema Batman werd ingezonden voor de Gouden Roos. Dat was aanleiding voor de ZDF om ook een aantal Duitse versies op te nemen.

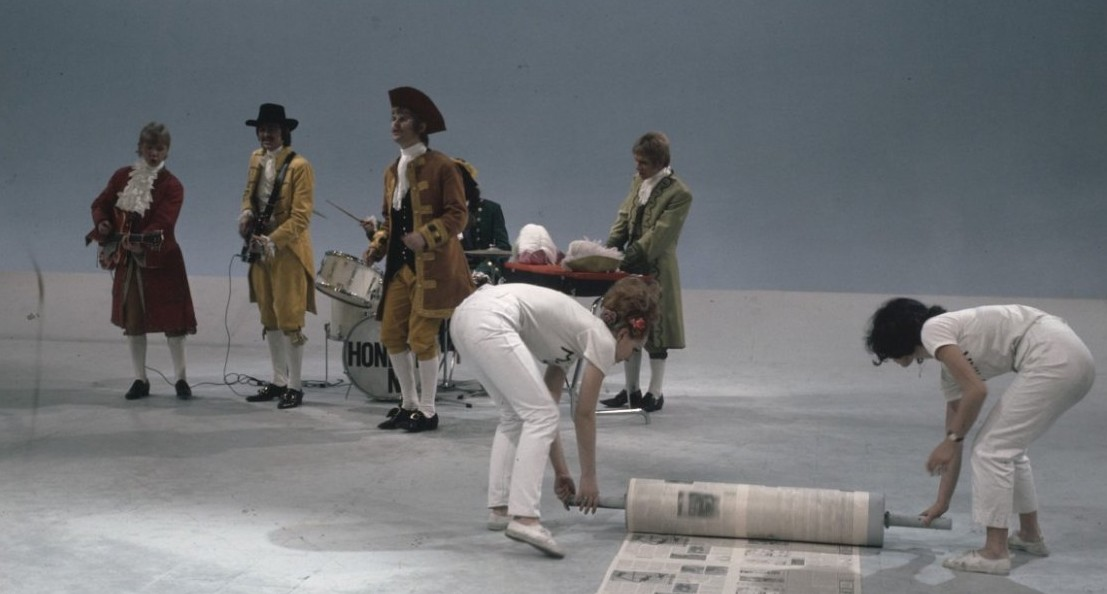
Honest Men in 1968 in Moef Ga Ga, met The Beatgirls op de voorgrond
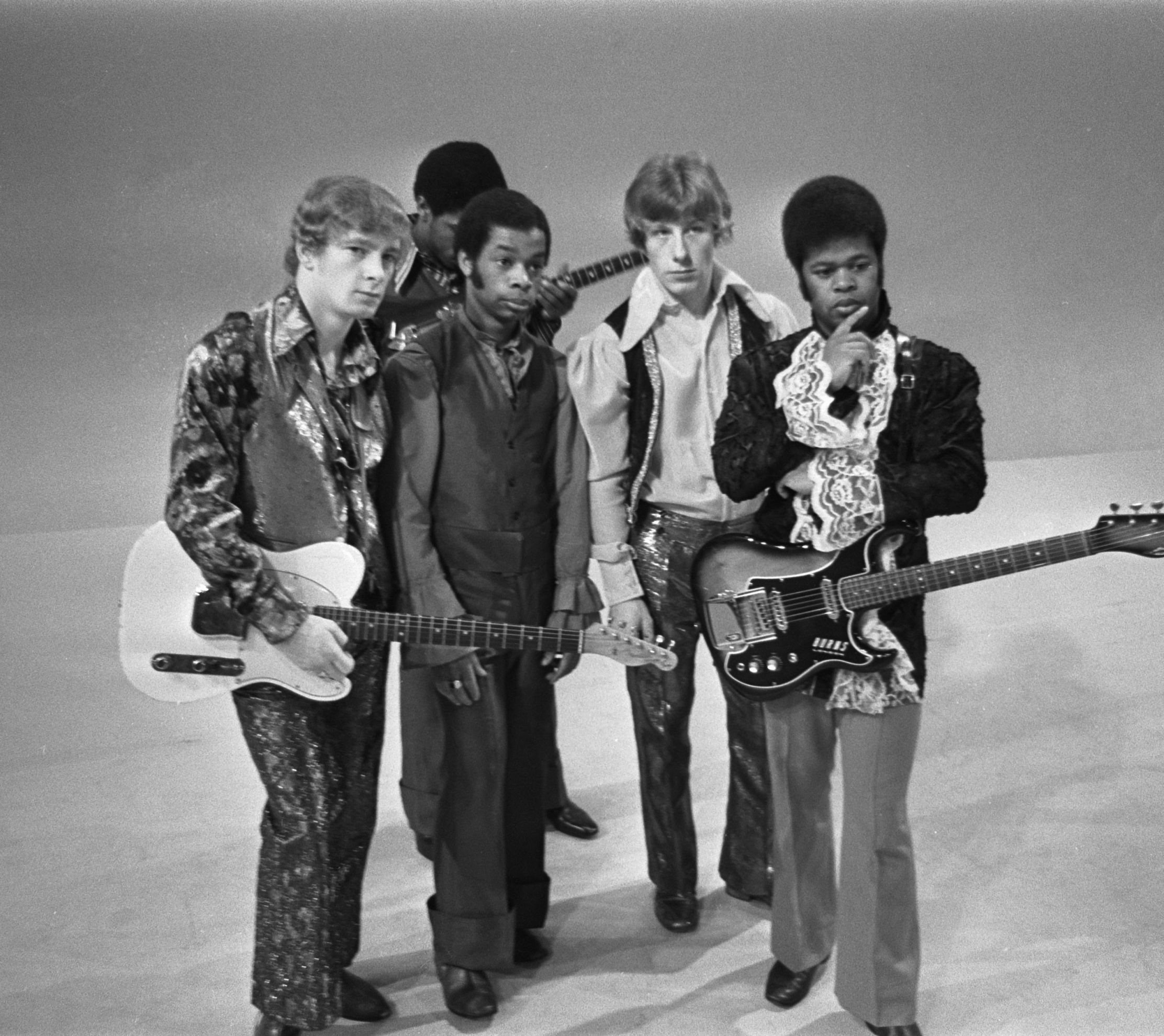
The Equals